# Петер Секей
Петер Секей (угор. Székely Péter; нар. 8 лютого 1955, Будапешт - 31 серпня 2003, Будапешт) – угорський шахіст і шаховий тренер, гросмейстер від 1994 року.

## Життєпис
На рубежі 1974 і 1975 року досягнув одного з найбільших успіхів у кар'єрі, вигравши у Гронінгені титул віце-чемпіона Європи серед юніорів до 20 років. Два роки по тому отримав звання міжнародного майстра.
Кілька разів брав участь у фіналах чемпіонатів Угорщини, найкращий результат показавши в 1986 коли, коли у фінальному турнірі посів 6-те місце. Досягнув низки інших успіхів у міжнародних турнірах, зокрема:
- поділив 3-тє місце в Галле (1982, позаду Вольфганга Ульманна і Лутца Еспіга, разом з Ференцом Портішем і Райнером Кнааком),
- посів 2-ге місце в Пернику (1984, позаду Петира Великова),
- поділив 3-тє місце в Єревані (1984, позаду Аршака Петросяна і Віталія Цешковського, разом з Найджелом Шортом, Левоном Еольяном і Смбатом Лпутяном),
- поділив 2-ге місце в Валь Торансі (1989, позаду Івана Манолова, разом із зокрема, Гатою Камським та Ільдіко Мадл),
- поділив 2-ге місце в Будапешті (1995, турнір First Saturday FS10 GM, позаду Петера Ендерса, разом з Хосе Гонсалесом Гарсією, Йожефом Хорватом та Іштваном Алмаші),
- посів 3-тє місце в Каїрі (1997, позаду Ігоря Новікова і Чаби Хорвата),
- поділив 3-тє місце в Афінах (1997, турнір Акрополіс Інтернешнл, позаду Тамаза Гелашвілі і Ангелоса Вулдіса, разом із, зокрема, Єгудою Грюнфельдом)[1],
- поділив 3-тє місце на Джербі (1998, позаду Хішама Хамдуші і Гленна Фліра, разом з Ніколою Мітковим).

Найвищий рейтинг Ело в кар'єрі мав станом на 1 липня 1994 року, досягнувши 2505 очок займав тоді 16-те місце серед угорських шахістів.
У шахових турнірах брав участь майже до самої смерті. У травні 2003 року поділив 4-те місце в Гавані (турнір Premier–I меморіалу Капабланки), а в червні взяв участь у турнірі за швейцарською системою в Рабаті. Помер 31 серпня того року ві серцевого нападу.
Досягнув значних успіхів як шаховий тренер, був секундантом Дьюли Сакса (1979) і Золтана Ріблі (1982) під час їхньої участі у міжзональних турнірах, співпрацював також із сестрами Полгар.